# Rio Ampére
Der Rio Ampére ist ein etwa 41 km langer rechter Nebenfluss des Rio Capanema im Südwesten des brasilianischen Bundesstaats Paraná.

## Etymologie

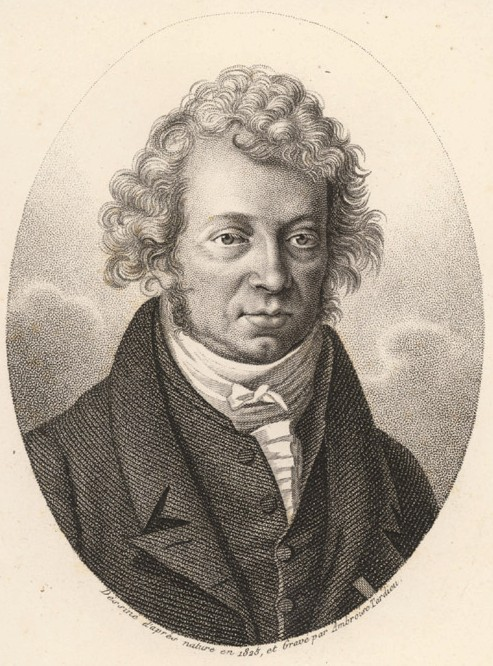
André-Marie Ampère (Bildnis von 1825)

Der Rio Ampére wurde nach dem französischen Wissenschaftler André-Marie Ampère (1775 – 1836) benannt, nach dem auch die SI-Einheit des elektrischen Stroms, das Ampere, benannt wurde.
Das Gebiet zwischen Rio Iguaçu und Rio Uruguay war zwischen Brasilien und Argentinien strittig. Diese ordneten die Namen der grenzbestimmenden Flüsse im Vertrag von Madrid 1750 unterschiedlich zu. Erst 1895 wurde die Palmas-Frage durch einen Schiedsspruch des US-amerikanischen Präsidenten Grover Cleveland zugunsten von Brasilien entschieden. Die brasilianische Regierung setzte anschließend eine Kommission zur Untersuchung des Gebiets ein. Diese gab den größeren bis dahin namenlosen Iguaçu-Nebenflüssen die Namen bedeutender Persönlichkeiten aus Technik und Politik (Rios Andrada, Benjamin Constant, Capanema, Cotegipe, Floriano, Gonçalves Dias, Siemens oder Silva Jardim).
Der Volksmund hat eine andere Erklärung. Einigen früheren Einwohnern der Stadt Ampére zufolge soll der Name der Stadt auf eine Gruppe von Anglern aus den Nachbarorten zurückgehen, die in der Dunkelheit der Nacht plauderten: Wenn wir an diesem Fluss einen Staudamm bauen würden, wie viel Ampere Strom hätten wir dann?

## Geografie

### Lage
Das Einzugsgebiet des Rio Ampére befindet sich auf dem Terceiro Planalto Paranaense (Dritte oder Guarapuava-Hochebene von Paraná).

### Verlauf
Sein Quellgebiet liegt im Munizip Francisco Beltrão auf 531 m Meereshöhe etwa ½ km nördlich der Ortschaft São Salvador in der Nähe der PR-182.
Der Fluss verläuft in nordwestlicher Richtung. Er durchquert die Stadt Ampére und mündet in diesem Munizip von rechts in den Rio Capanema. Er mündet auf 298 m Höhe. Die Entfernung zwischen Ursprung und Mündung beträgt 19 km. Er ist etwa 41 km lang.

### Munizipien im Einzugsgebiet
Am Rio Ampére liegen nur die zwei Munizpien Francisco Beltrão und Ampére.

### Zuflüsse
Der wichtigste seiner Nebenflüsse ist der Arroio Tomás, der ihm von rechts zufließt.

## Wirtschaft

### Landwirtschaft
Im ländlichen Bereich stellen mehrere Gemeinschaften von Kleinerzeugern über 30 verschiedene Produkte her. Dazu gehören vor allem Sojabohnen, Mais und Weizen. Im Bereich der Tierzucht liegt der Schwerpunkt auf der Haltung von Geflügel, Milch- und Mastvieh.

### Handel und Gewerbe
In der gleichnamigen Stadt besteht ein Netz aus Produktion, Vertrieb, Handel und sehr vielfältigen Dienstleistungen. Die Industrie gewinnt an Bedeutung. Sie beschäftigt eine große Anzahl von Arbeitnehmern.